# Бертольд Шварц
Бертольд Шварц, или Бертольд Чёрный (нем. Berthold Schwarz, лат. Bertholdus Niger) — немецкий  монах XIV века, которого принято считать европейским изобретателем пороха. Его действительное существование не доказано; ещё Бертло считал его собирательной фигурой наподобие Робин Гуда.
Согласно позднейшим преданиям, Бертольд жил в начале XIV века во Фрайбурге и много занимался химией. Будучи посажен в тюрьму по обвинению в колдовстве, он и там продолжал свои занятия, пока случайно не изобрёл порох. Никаких документов о его жизни не сохранилось. Согласно одной из догадок, прозвище Шварц («Чёрный») он получил в связи с химическими экспериментами (после того, как очередной взрыв во время опыта опалил ему лицо дочерна).
Часть историков отождествляет его с Бертольдом из Лютцельштеттена, который фигурирует в документах Парижского университета 1330-х гг. как magister artium Bertoldus. Другие историки считают прототипом Бертольда алхимика Константина Анклитцена (нем. Konstantin Anklitzen), который был монахом то ли в Майнце, то ли в Нюрнберге и изобрел порох то ли в Кёльне, то ли в Госларе, а в 1388 г. был казнён в Праге за чернокнижество. Появление пороха в Европе датируется периодом с 1313 по 1359 годы. 
В «Сценах из рыцарских времен» А. С. Пушкина Шварц выведен как алхимик и искатель «перпетуум мобиле» брат Бертольд. Во Фрайбурге-им-Брайсгау ему в 1853 году установили памятник.